# Червиченко, Андрей Владимирович
Андре́й Влади́мирович Червиче́нко (23 декабря 1966, Ростов-на-Дону) — российский бизнесмен, бывший президент футбольного клуба «Спартак» (Москва), бывший президент футбольного клуба «Химки». Некоторое время владел 100 % акций «Спартака».

## Биография
Андрей Червиченко родился в семье работника Ростовского обкома КПСС, работавшего референтом вторых секретарей от Суслова до Дзасохова[уточнить]. Позже отец Червиченко работал в Совете Федерации. Сам Андрей вступил в партию в 19 лет. Тренировался в футбольной школе клуба СКА, но по совету отца отдал предпочтение образованию. Получил образование в РГУ и на историческом факультете МГУ.
Работал в компании «Лукойл-нефтепродукт», где дослужился до должности коммерческого директора. Позже работал на той же должности в московском «Красбанке», в котором футбольный клуб «Спартак» держал свои расчётные счета. Курировал спортивные проекты компании «Лукойл».
Червиченко был лично знаком с Юрием Заварзиным, генеральным директором «Спартака», с которым у него находилась по соседству дача (опроверг эту информацию в интервью Матч ТВ). Заварзин узнал от Червиченко о том, что «Лукойл» готовился подписать спонсорский контракт с футбольным клубом ЦСКА, и уговорил Червиченко подписать спонсорский контракт со «Спартаком», подписанию контракта также, по некоторым данным, помогло то, что президент Лукойла, Вагит Алекперов, отказался оформлять сделку с владельцами ЦСКА, являвшимися представителями чеченской диаспоры.
В июле 2000 года Червиченко занял пост вице-президента «Спартака», курируя всю финансовую деятельность клуба. в марте 2001 года ушёл из клуба Юрий Заварзин, отказавшийся уступать в принципиальных вопросах развития клуба. В 2001 году Червиченко принял решение повысить цены на билеты на матчи Лиги чемпионов, что вызвало недовольство болельщиков. В конце 2001 года Червиченко начал высказывать идею постройки стадиона для «Спартака», ориентировочной стоимостью 200 млн долларов на 45-50 тыс. зрителей.
В мае 2002 года Червиченко стал президентом команды и владельцем контрольного пакета акций «Спартака», купленных у Олега Романцева. Летом того же года отказался выступать за клуб Дмитрий Сычёв, недовольный суммой заработной платы. В этом инциденте также существенную роль сыграл Червиченко.
Летом 2003 года после заявления главного тренера клуба, Олега Романцева, о том, что Червиченко уделяет недостаточно времени команде, советом директоров клуба было объявлено о вотуме недоверия Романцеву, а в июне 2003 года главный тренер был уволен. После этого в клубе начался массовый приход легионеров и игроков разнообразных команд, в одно время в клубе числилось 60 футболистов, также часто следовали тренерские отставки. При этом ни одна покупка игрока, ни одна тренерская отставка не осуществлялась без утверждения Червиченко. Болельщикам такая ситуация в клубе не нравилась, дошло до того, что они вывесили лозунг:

ЧЕМОДАН — ВОКЗАЛ — РОСТОВ
Сам Червиченко говорил, что этот баннер — дело рук других акционеров команды, стремившихся избавиться от президента.
Весной 2004 года Червиченко продал контрольный пакет акций «Спартака» Леониду Федуну, вице-президенту «Лукойла». 1 июля 2004 года Червиченко был уволен. После ухода он остался со многими активами клуба, купленными на свои деньги, в том числе и с личными контрактами с футболистами, в числе которых был и контракт Егора Титова.
Через некоторое время Червиченко стал работать в клубе «Химки», куда также перевёл часть бывших работников «Спартака». 28 июля 2004 года стал президентом «Химок», заменив Александра Шикунова, переведённого на должность вице-президента. В 2005 году он ушёл из команды после того, как она не смогла выйти в Премьер-лигу. Червиченко позже говорил, что «Химки» проиграли решающие игры не случайно.
После ухода из «Химок» Червиченко занялся строительным бизнесом, при этом регулярно привлекается различными спортивными медиа в качестве эксперта. С апреля по сентябрь 2012 года являлся спонсором пляжного ФК «Спартак» (Москва).

## Личная жизнь
Червиченко является поклонником искусства. Особенно любит творчество Айвазовского, картины которого часто покупал. Также любит наградное оружие. Дочь Диана.

## Цитаты Червиченко
В Мариборе наша сборная процентов на 60 (в среду, по крайней мере) состояла из обожравшихся жирных котов, которые из-за своей вальяжности не могут пробежать лишние 5-10 метров. Из-за обилия денег, свалившихся им на головы, они эти самые головы совсем потеряли. Я тут прикинул: вся сборная Словении, включая массажистов, зарабатывает меньше Аршавина. Эти безумные зарплаты, которых российские футболисты в массе своей не заслуживают, их попросту развратили!

Понимаете, мне интереснее смотреть игры «Амкара» и «Ростова», чем матчи «Ворсклы», за которую болеет куча западенцев, ненавидящих Россию.